# Graham Priest
Graham Priest, né en 1948, est un philosophe et un logicien contemporain à la double nationalité britannique et australienne.
Spécialiste des logiques non-classiques, il est l’un des pionniers de la paraconsistance moderne. Il est actuellement Professeur distingué de philosophie au Centre d’études supérieures de la City University of New York et Professeur émérite de la Chaire de philosophie Boyce Gibson à l’Université de Melbourne.

## Éducation et carrière universitaire
Issu d’un milieu ouvrier, Graham Priest est né et a grandi dans le Sud de Londres.
Il fait des études de mathématiques au St John's College de Cambridge, puis à la London School of Economics, où il soutient sa thèse de doctorat en 1972. Son directeur de thèse est John Lane Bell. Persuadé que la philosophie est « plus amusante que les mathématiques », il devient, dès 1974 enseignant au Département de Logique et de Métaphysique de l’Université de St Andrews, avant qu’un poste titulaire d’enseignant ne lui soit offert à l’Université d'Australie Occidentale. Douze ans plus tard, il devient professeur de l’Université du Queensland où il restera encore douze années, avant de prendre la Chaire Boyce Gibson de l’Université de Melbourne. 
Il a été président de l’Australasian Association for Logic et de l’Australasian Association of Philosophy. En 1995, il est élu à l’Académie australienne des Humanités. Il est également titulaire d'un Doctorat de littérature de l'Université de Melbourne (soutenu en 2002).  
Il a enseigné ou donné des conférences sur presque tous les continents (en Chine, au Japon, en Inde, en Corée du Sud, en Suède, en Allemagne, en Italie, etc.) et a reçu de nombreux prix et distinctions. Il se voit ainsi décerné en 2012 le Prix Humboldt l'Université de la Ruhr à Bochum ou la Médaille Ormond. 
Graham Priest est l’auteur de plus de deux cent cinquante articles et d’une dizaine de livres dans des domaines aussi divers que la logique (notamment les logiques non classiques), la métaphysique, la philosophie bouddhiste, et l’histoire de la philosophie (orientale et occidentale).  

## Travaux philosophiques
Graham Priest est connu pour sa défense du dialéthéisme, ses analyses approfondies des paradoxes logiques et ses nombreux écrits consacrés à la paraconsistance et aux logiques non-classiques. Dans ses textes, il s'appuie sur l'histoire de la philosophie, y compris la philosophie asiatique.

### Paraconsistance et interprétation dialéthéiste
Les logiques paraconsistantes se distinguent des logiques classiques par leur approche de la propriété de cohérence logique. En logique classique (mais aussi en logique intuitionniste et dans la plupart des autres logiques), la contradiction permet de déduire n'importe quelle autre formule de la logique. C'est le principe d'explosion ou ex contradictione sequitur quodlibet (Latin, « d'une contradiction se déduit n'importe quoi »).
Le principe d'explosion est un schéma de raisonnement qui montre qu'en partant d'une contradiction logique, c'est-à-dire d'une formule de la forme « P et non P », par exemple « tous les chats sont gris et tous les chats ne sont pas gris » et en appliquant les règles d'inférences classiques on peut déduire n'importe quelle formule de la logique, par exemple « je suis une pomme ». Depuis le milieu du XXe siècle, les logiciens ont commencé à inventer et à étudier des logiques dans lesquelles l’Explosion échoue. De telles logiques sont appelées paraconsistantes : « En utilisant une telle logique, il devient possible de construire des théories qui sont inconsistantes mais dans lesquelles la contradiction est mise en quarantaine ».
La spécificité de l’approche de Graham Priest au sein des différentes approches des logiques paraconsistantes, consiste à en dériver une interprétation philosophique, le dialéthéisme, c’est-à-dire le point de vue selon lequel certaines propositions peuvent être à la fois vraies et fausses. Plus précisément, c'est la croyance qu'il peut y avoir une proposition vraie dont la négation est également vraie. Ces propositions sont appelées les « contradictions vraies », « dialéthéia » ou non-dualismes.
Comme le formule lui-même Priest dans sa préface à l’édition française de Explorer les contradictions : « une dialéthéia, littéralement “une vérité à deux (voies)” – est une contradiction vraie. Tandis qu’en logique classique, le principe du tiers-exclu permet d’admettre que ¬A est vrai si A est faux, une dialéthéia est un énoncé qui résiste à ce principe et est à la fois vrai et faux. Le dialéthéisme est l’affirmation selon laquelle certains énoncés sont des dialéthéia. Si le dialéthéisme en soi n’implique pas qu’un énoncé particulier soit une dialéthéia, néanmoins les paradoxes logiques en sont des exemples naturels. Et une fois que le dialéthéisme devient une option possible, nous pouvons explorer les théories dialéthéiques dans d’autres champs. »
Parmi ces autres champs, Priest s’est lui-même particulièrement intéressé, en collaboration avec Jay L. Garfield (en), Deguchi Y. et R. Sharf, aux logiques indiennes (théorie du tétralemme) et à la manière dont celles-ci ont servi de cadre démonstratif aux énoncés souvent paradoxaux de la pensée bouddhiste et de la dialectique des philosophes de l’école de Kyoto. Une synthèse de leurs travaux a été publiée en 2021 dans l’ouvrage What Can’t be said.

## Autres activités notoires
En plus de son travail de philosophie et de logique, Priest a pratiqué le Karaté-do. Il est 3e Dan, International Karaté-do Shobukai; 4e Dan, Shi'to Ryu. Il est aussi un arbitre national officiel australien de kumité et juge de kata. Il pratique actuellement le Taichi.

## Publications

### En français
- Priest, Graham, "La logique du paradoxe", Philosophie no 94, 2007[10]
- Priest, Graham, Explorer les contradictions. Paraconsistance et dialéthéisme, choix de textes, traduction et notes par Frédéric Berland et Arthur Cohen, collection Hermann Philosophie, éditions Hermann, Paris, 2022[11]

### En anglais
- Priest, Graham; Routley, R. On Paraconsistency Research Report #l3, Research School of Social Sciences, Australian National University 1983. Réimprimé comme chapitres d'introduction de Paraconsistent Logic, G.Priest, R. Routley and J. Norman (eds.), Philosophia Verlag, 1989. Traduit en roumain in I. Lucica (ed.), Ex Falso Quodlibet: studii de logica paraconsistenta , Editura Technica, 2004.
- Priest, Graham. Logic: a Very Short Introduction, Oxford University Press, 2000  (ISBN 0-19-289320-3). Traduit en portugais comme Lógica para Começar, Temas & Debates, 2002. Traduit en espagnol comme Una Brevísima Introducción a la Lógica, Oceano, 2006. Traduit en tchèque comme Logika – průvodce pro každého, Dokořán, 2007. Traduit en persan par Bahram Asadian, 2007. Traduit en japonais, Iwanami Shoten, 2008.
- Priest, Graham; van Bendegem, Jean Paul; Batens, Diderik; Mortensen, Chris (2000). Frontiers of paraconsistent logic. Baldock, Hertfordshire, England Philadelphia, Pennsylvania: Research Studies Press  (ISBN 9780863802539).
- Priest, Graham. Introduction to Non-Classical Logic, Cambridge University Press, 2001. 2nd edition: Introduction to Non-Classical Logic: From If to Is, Cambridge University Press, 2008  (ISBN 978-0-521-67026-5). German translation of Part 1 of Introduction to Non-Classical Logic: From If to Is: Einführung in die nicht-klassische Logik, Mentis 2008.
- Priest, Graham. Beyond the Limits of Thought, Cambridge University Press, 1995. 2nd edition, Oxford University Press, 2002  (ISBN 0-19-924421-9).
- Priest, Graham. Towards Non-Being: the Semantics and Metaphysics of Intentionality, Oxford University Press, 2005  (ISBN 0-19-926254-3).
- Priest, Graham. In Contradiction: A Study of the Transconsistent, Martinus Nijhoff, 1987. Second edition Oxford University Press, 2006  (ISBN 0-19-926330-2).
- Priest, Graham. Doubt Truth to be a Liar, Oxford University Press, 2006  (ISBN 0-19-926328-0).
- Priest, Graham. Logic: A Brief Insight, Sterling 2010  (ISBN 1-4027-6896-6).
- Priest, Graham. One: Being an Investigation into the Unity of Reality and of its Parts, including the Singular Object which is Nothingness, Oxford University Press, 2014  (ISBN 978-0-19-968825-8).
- Priest, Graham. Capitalism, its Nature and its Replacement. Buddhist and Marxist Insights, Routledge, 2021  (ISBN 9781032049106)[12]